# Лі Сіньї (тенісистка)
Лі Сіньї (нар. 1 січня 1962) — колишня китайська тенісистка.
Найвищу одиночну позицію світового рейтингу — 407 місце досягла 25 квітня 1988 року.

## Фінали ITF

### Одиночний розряд: 2 (2–0)
| Результат | Ранг | Дата           | Турнір              | Покриття | Суперниця      | Рахунок  |
| --------- | ---- | -------------- | ------------------- | -------- | -------------- | -------- |
| Перемога  | 1.   | 22 жовтня 1984 | Саґа (Саґа), Японія | Тверде   | Неріда Грегорі | 6–4, 6–3 |
| Перемога  | 2.   | 21 жовтня 1985 | Саґа (Саґа), Японія | Тверде   | Койдзумі Юкіе  | 6–2, 6–3 |

### Парний розряд: 6 (2–4)
| Результат | Ранг | Дата              | Турнір                   | Покриття | Партнерка | Суперниці                            | Рахунок       |
| --------- | ---- | ----------------- | ------------------------ | -------- | --------- | ------------------------------------ | ------------- |
| Поразка   | 1.   | 12 листопада 1984 | Куросіо (Коті), Японія   | Тверде   | Чжун Ні   | Джеймі Каплан Керол Вотсон           | 5–7, 3–6      |
| Поразка   | 2.   | 22 квітня 1985    | Queens, Велика Британія  | Тверде   | Чжун Ні   | Елна Рейнах Моніка Райнах            | 6–2, 2–6, 7–9 |
| Перемога  | 1.   | 29 квітня 1985    | Саттон, Велика Британія  | Тверде   | Чжун Ні   | Лоррейн Ґрейсі Мартіна Райнгардт     | 6–3, 6–3      |
| Перемога  | 2.   | 6 травня 1985     | Борнмут, Велика Британія | Тверде   | Чжун Ні   | Елна Рейнах Моніка Райнах            | 5–7, 7–5, 6–4 |
| Поразка   | 3.   | 21 жовтня 1985    | Саґа (Саґа), Японія      | Тверде   | Чжун Ні   | Нанетте Шутте Маріанне ван дер Торре | 2–6, 4–6      |
| Поразка   | 4.   | 30 червня 1986    | Бриндізі, Італія         | Ґрунт    | Чжун Ні   | Сузанна Вібово Яюк Басукі            | 4–6, 6–4, 2–6 |